# امانوئل لوبزکی
امانوئل لوبزکی (انگلیسی: Emmanuel Lubezki؛ زاده ۳ مارس ۱۹۶۴) یک مدیر فیلم‌برداری اهل مکزیک است. وی از سال ۱۹۸۳ میلادی تاکنون مشغول فعالیت بوده‌است. او یکی از برترین فیلمبردار های سینماست، او سه بار پیاپی برنده اسکار بهترین فیلمبرداری برای فیلم های جاذبه ، مرد پرنده ای و بازگشته شده است،او در کل هشت نامزدی اسکار در کارنامه دارد.

## جوایز و افتخارات
- جایزه بفتای بهترین فیلم‌برداری
  - ۶۹ام (۲۰۱۵)
  - ۶۸ام (۲۰۱۴)
  - ۶۷ام (۲۰۱۳)
  - ۶۰ام (۲۰۰۶)
- جایزه حلقه منتقدان فیلم نیویورک برای بهترین فیلمبرداری ()
- جایزه اسکار بهترین فیلمبرداری
  - نامزد ۶۸ام (۱۹۹۵)
  - نامزد ۷۲ام (۱۹۹۹)
  - نامزد ۷۸ام (۲۰۰۵)
  - نامزد ۷۹ام (۲۰۰۶)
  - نامزد ۸۴ام (۲۰۱۱)
  - برنده اسکار ۸۶ام (۲۰۱۳)
  - برنده اسکار ۸۷ام (۲۰۱۴)
  - برنده اسکار ۸۸ام (۲۰۱۵)

## فیلم‌شناسی
| سال  | عنوان فیلم                                        | کارگردان                   | توضیحات    |
| ---- | ------------------------------------------------- | -------------------------- | ---------- |
| ۱۹۹۰ | Bandidos                                          | Luis Estrada               |            |
| ۱۹۹۱ | عشق در دوران هیستری                               | آلفونسو کوارون             |            |
| ۱۹۹۲ | مثل آب برای شکلات                                 | آلفونسو آرائو              |            |
| ۱۹۹۲ | خرمن                                              | دیوید مارکونی              |            |
| ۱۹۹۳ | Miroslava                                         | Alejandro Pelayo           |            |
| ۱۹۹۳ | بیست دلار                                         | کیوا روزنفیلد              |            |
| ۱۹۹۴ | Ámbar                                             | Luis Estrada               |            |
| ۱۹۹۴ | نیش واقعی                                         | بن استیلر                  |            |
| ۱۹۹۵ | یک شاهدخت کوچک                                    | آلفونسو کوارون             |            |
| ۱۹۹۵ | راه رفتن روی ابرها                                | آلفونسو آرائو              |            |
| ۱۹۹۶ | قفس پرنده                                         | مایک نیکولز                |            |
| ۱۹۹۸ | با جو بلک آشنا شوید                               | مارتین برست                |            |
| ۱۹۹۸ | آرزوهای بزرگ                                      | آلفونسو کوارون             |            |
| ۱۹۹۹ | اسلیپی هالو                                       | تیم برتون                  |            |
| ۲۰۰۰ | چیزهایی که فقط با نگاه کردن می‌توانید به او بگویید | رودریگو گارسیا             |            |
| ۲۰۰۱ | علی                                               | مایکل مان                  |            |
| ۲۰۰۱ | و مادرت را هم                                     | آلفونسو کوارون             |            |
| ۲۰۰۳ | گربه کلاه به سر                                   | بو ولچ                     |            |
| ۲۰۰۴ | قتل ریچارد نیکسون                                 | نیلز مولر                  |            |
| ۲۰۰۴ | سرگذشت ناگوار، داستان‌های لمونی اسنیکت             | برد سیلبرلینگ              |            |
| ۲۰۰۵ | دنیای جدید                                        | ترنس مالیک                 |            |
| ۲۰۰۶ | فرزندان انسان                                     | آلفونسو کوارون             |            |
| ۲۰۰۸ | هر کس سینمای خودش                                 | ۳۶ کارگردان                |            |
| ۲۰۰۸ | بخوان و بسوزان                                    | برادران کوئن               |            |
| ۲۰۱۰ | آینده را رقم بزن                                  | الخاندرو گونسالس اینیاریتو | فیلم کوتاه |
| ۲۰۱۱ | درخت زندگی                                        | ترنس مالیک                 |            |
| ۲۰۱۲ | به سوی شگفتی                                      | ترنس مالیک                 |            |
| ۲۰۱۳ | جاذبه                                             | آلفونسو کوارون             |            |
| ۲۰۱۴ | بردمن                                             | الخاندرو گونسالس اینیاریتو |            |
| ۲۰۱۵ | آخرین روزها در بیابان                             | رودریگو گارسیا             |            |
| ۲۰۱۵ | شوالیه جام‌ها                                      | ترنس مالیک                 |            |
| ۲۰۱۵ | بازگشته                                           | الخاندرو گونسالس اینیاریتو |            |
| ۲۰۱۷ | ترانه به ترانه                                    | ترنس مالیک                 |            |
| ۲۰۱۷ | گوشت و شن                                         | الخاندرو گونسالس اینیاریتو | فیلم کوتاه |
| ۲۰۲۲ | فیلم بدون نام دیوید او. راسل                      | دیوید او. راسل             |            |